# Navbahor Namangan
Navbahor Namangan (uzb. «Navbahor» (Namangan) futbol klubi, ros. Футбольный клуб «Навбахор» Наманган, Futbolnyj Kłub "Nawbachor" Namangan) – uzbecki klub piłkarski z siedzibą w Namanganie.

## Historia
Chronologia nazw:
- 1978—1980: Tekstilshik Namangan (ros. «Текстильщик» Наманган)
- 1981—1983: Navbahor Namangan (ros.  «Навбахор» Наманган)
- 1984—1987: Avtomobilist Namangan (ros. «Автомобилист» Наманган)
- 1988—...: Navbahor Namangan (ros. «Навбахор» Наманган)

Piłkarska drużyna Tekstilshik została założona w mieście Namangan w 1978, chociaż już wcześniej miasto reprezentowała drużyna Czust Namangan (ros. «Чуст» Наманган).
W 1978 zespół debiutował w Drugiej Lidze, strefie 5 Mistrzostw ZSRR. W 1981 przyjął nazwę Navbahor Namangan, chociaż w latach 1984—1987 nazywał się Avtomobilist Namangan.
W sezonie 1991 występował w Pierwszej Lidze, w której zajął 9 miejsce.
W 1989–1992 startował w rozgrywkach Pucharu ZSRR.
W 1992 debiutował w Wyższej Lidze Uzbekistanu.

## Sukcesy
- 9 miejsce w Pierwszej Lidze ZSRR: 1991
- 1/16 finału Pucharu ZSRR: 1990, 1992
- Mistrz Uzbeckiej SRR: 1968
- Mistrz Uzbekistanu: 1996
- 3 miejsce w Oʻzbekiston PFL: 1993, 1994, 1995, 1997, 1999, 2003, 2004
- Zdobywca Pucharu Uzbekistanu: 1992, 1995, 1998
- udział w Azjatyckiej Lidze Mistrzów: 1998 - faza grupowa
- udział w Pucharze Zdobywców Pucharów Azji: 1996/97 - druga runda, 1999/00 - 4 miejsce